# Joseph Alois Moshamer
Joseph Alois Moshamer oder Moshammer (auch Josef Alois Moshamer; * 6. oder 7. Februar 1800 in Forchtenau bei Aurolzmünster; † 15. November 1878 in Wien) war ein österreichischer Schriftsteller, Lehrer und Beamter.

## Leben
Moshamer war Sohn eines Gast- und Landwirts. Er absolvierte das Passauer Gymnasium, bevor er das dreijährige Lyzeum Salzburg bestand. 1822/1823 nahm er ein Studium der Rechtswissenschaft an der Universität Wien auf, das er aufgrund fehlender finanzieller Mittel nicht abschließen konnte. Bereits während seines Studiums ab 1823 war er als Privatlehrer tätig. Später war er Lehrer und Hofmeister am Erziehungsinstitut von Friedrich August von Klinkowström. Dort setzte er sich mit dem Gedankengut von Klemens Maria Hofbauer auseinander. Er schlug Angebote als Gymnasial- oder Lyzeallehrer aus. Er betätigte sich weiter als Hofmeister und Hauslehrer bei mehreren adeligen Familien und betrieb autodidaktische Studien in Geschichte klassischer und neuerer Philologie. Bereits zu dieser Zeit war er schriftstellerisch tätig.
Moshamer trat 1840 in den Staatsdienst. Zunächst war er beim k. k. Zentralbücherrevisionsamt in Wien tätig, bevor er 1846 als Kanzlei-Akzessist beim Wiener k. k. Bücherrevisionsamt eine Stelle erhielt. In den unruhigen Jahren 1847/1848 war er als 3. Kanzlist bei der zu dieser Zeit neu errichteten k. k. Zensur-Oberdirektion tätig. 1849 wurde er mit Johann Baptist Salfinger und Adalbert Stifter kurzzeitig auch journalistisch tätig. Sie veröffentlichten die Lokalzeitung Der Wiener Bote. Wenig Zeit nach der Revolutionszeit 1848/1849 wurde er von der Stadthauptmannschaft übernommen und stieg zum Polizeikommissär 1. Klasse auf. Als solcher ging er 1867 in den Ruhestand.

## Werke (Auswahl)
- Vorschule der Sprachkunde, oder allgemeine Andeutungen zur Forschung der Sprachen überhaupt und insbesondere der deutschen. Ueber Ursprache, Töchtersprache, Wurzelsicht, Wörterschau noch Zeit und Raum; altdeutsche Quellen und Redeformen von Ulphilas bis Opitz; altdeutsche Grammatik, Schrämbl, Wien 1829.
- Apollo, oder belehrende Unterhaltungslecture in vier Sprachen (deutsch, französisch, italienisch und lateinisch), für alle gebildeten Stände, 6 Bände, Wien 1830 ff.
- Presse und Erziehung: Novelle, Mechitaristen-Congregations-Buchhandlung, Wien 1838.
- Die Auswanderer: eine Erzählung in neuer Form, Mechitaristen-Congregations-Buchhandlung, Wien 1840.
- Schule des Anstandes, der Höflichkeit und feinen Sitte. Mit praktischer Hinweisung auf historische Züge und Begebenheiten aus allen Zeiten und Völkern, St. Pölten 1841.
- Virginia, oder die christliche Jungfrau, eine sicilianische Geschichte. Ein Vorbild für diejenigen Mädchen, welche nach geistlicher Vollkommenheit trachten. Von Michelangelo Marin. Uebersetzt von Moshammer, 4 Bände, Ferstl, Graz 1846.
- Lebensbilder in Licht und Schatten : Moralische Erzählungen und Legenden für die katholische Jugend, Mayer, Wien 1866.
- Neuestes Original-Gratulations-Büchlein, Kirsch, Wien 1870.